# Свети Николай Теологинин
„Свети Николай Теологинин“ (на гръцки: Άγιος Νικόλαος της Αρχόντισσας Θεολογίνας) е средновековна православна църква в град Костур (Кастория), Егейска Македония, Гърция.

## Местположение
Храмът е разположен в махалата Музевики и заедно с църквите „Света Богородица Музевишка“ и „Свети Тома“ е част от старата енория „Свети Тома“.

## История
Храмът е изграден в XV век, съдейки по първоначалната живопис. Втори път е изписан със стенописи в 1663 година според надписа над входа към притвора на западната стена на наоса:
| „ | ΑΝΕΣΤΟΡΙΘΗ ΟΥΤΟΣ Ο ΘΙΟΣ ΚΕ ΠΑΝΣΕΠΤΟΣ ΝΑΟΣ ΤΟΥ ΕΝ ΑΓΙΟΙΣ ΠΑΤΡΟΣ ΗΜΩΝ ΝΙΚΟΛΑΟΥ ΔΙΑ ΕΞΟΔΩΝ ΤΗΣ ΤΙΜΙΟΤΑΤΗΣ ΑΡΧΟΝΤΙΣΑΣ ΘΕΟΛΟΓΙΝΑΣ ΚΕ Ο ΑΝΗΡ ΑΥΤΗΣ ΠΕΤΖΗΟΣ ΔΙΑ ΨΥΧΙΚΗΝ ΑΥΤΟΝ ΣΩΤΗΡΙΑΝ ΕΤΟΥΣ ζχξγ (1663) Изписа се този Божествен и Пресвещен храм на Светия отец наш Николай с разходите на почтената архонтиса Теологина мъжа ѝ Пецос за спасение на душите им в година 1663 | “ |

Над входа на притвора има втори надпис
| „ | ΟΥΤΟΣ Ο ΝΑΟΣ ΩΝΠΕΡ ΒΛΕΠΕΤΑΙ ΠΑΝΤΕΣ ΗΚΟΣ ΓΑΡ ΘΕΟΥ ΚΑΙ ΠΡΟΣΕΥΧΗΣ ΗΠΑΡΧΙ ΜΗΔΕΙΣ ΕΙΣΕΛΘΕΙ ΕΝ ΑΥΤΩ ΜΝΗΣΙΚΑΚΩΣ ΚΑΙ ΕΞΗ ΤΗΝ ΑΡΑΝ ΑΥΤΟΙΣ ΤΗΝ ΕΥΛΟΓΙΑΝ ΩΣΠΕΡ ΙΟΥΔΑΣ Ο ΤΟΥ ΧΡΙΣΤΟΥ ΠΡΟΔΟΤΗΣ | “ |

В църквата са запазени четири икони от XVII век, а в притвора има още дарителски надписи – от 1688, 1692, 1699, 1719, 1789 и 1875 година.
На 11 ноември 1940 година храмът пострадва от италиански бомбардировки и покривът му е частично разрушен, както и обширни зони от стенописите. Покривът е възстановен в 1955 година от Стефанос Пеликанидис. Възстановяването обаче е грубо. В 1988 година е извършена цялстан реставрация на паметника.

## Архитектура
В архитектурно отношения храмът е издължена (16,9 х 6,5 m) еднокорабна базилика, изградена от камък, с хоризонтална украса, която завършва на изток с петстранна апсида. В зидарията от ломен камък има хоризонтални дървени греди (сантрачи) за изравняване. Осветлението е слабо чрез два малки прозореца на западната стена на притвора и един на южната стена на наоса. Входът е на южната страна на притвора.

## Стенописи

### XV век
Отвътре храмът е изписан със стенописи от два периода. Първият е от края на XV век, от който са запазени три изображения на северната стена на храма, дело на майстори от Костурската художествена школа. Фрагментът на северната стена е разположен основно във втория регистър, който включва сцени от Великите празници и малки части от ниския пояс, в който е имало прави фигури на светци. Добре запазена е композицията Влизане в Йерусалим, изображенията на Свети Теодор Тирон и на благославящия Христос от огледалната композиция със Свети Теодор Тирон и Свети Теодор Стратилат. Фрагментарно е запазена сцената Разпятие Христово, долните части на композициите Жените мироносици на Гроба Господен и Слизане в ада. Под Слизане в ада има надпис, от който се разбира, че на северната стена в олтарното пространство е било изобразено Видението на св. Петър Александрийски.
Съдейки по начина на изобразяване на Теодор Тирон и Теодор Стратилат в огледална композиция, подробното развиване на второстепенните персонажи в сцените Влизане в Йерусалим и Жените мироносици на Гроба Господен, живописта се нарежда сред най-добрите произведения на зрелия период на Костурската школа от 90-те години на XV век. Най-вероятно същият майсторът е работил и горните регистри в наоса на църквата „Свети Георги“ в Кремиковския манастир в 1493 година. Много близки стилови и иконографски белези има и в стенописната украса на църквата на Погановския манастир от 1499 година.

### 1663 година
Вторият стенописен слой е от 1663 година – годината на добавяне на нартекса. Запазените надписи – на входа на наоса и на входа на нартекса се отнасят към втория период на иконография. Според Йоанис Сисиу вторият живописен слой е дело на майстори от Линотопската художествена школа.
В 1924 година църквата е обявена за паметник на културата.
- Стенописи от храма, 1663 г.
- Архангел Гавриил
- Стенопис
- Свети Арсений Велики
- Свети Онуфрий
- Свети Яков Персиец
- Влизане в Йерусалим
- Стенопис с животни
- Видение на Свети Пахомий на западната стена на нартекса
- Света Богородица Ширшая небес от конхата на апсидата
- Мелисмос в олтара
- Христос на трон от Второто пришествие